# Color Line
Color Line AS est la plus grande compagnie maritime exploitant des lignes de cruiseferries sur les liaisons vers et à partir de la Norvège. La société est également l'un des principaux opérateurs en Europe. La société emploie actuellement 3 500 personnes dans quatre pays. 
Le siège principal de Color Line est à Oslo, mais la société a également des bureaux à Bergen, Stavanger, Kristiansand, Larvik et des bureaux à l'étranger à Kiel, Hirtshals et Strömstad. 